# Angelo Bassini (cacciatorpediniere)
L'Angelo Bassini è stato un cacciatorpediniere (e successivamente una torpediniera) della Regia Marina.

## Storia

### Dall'entrata in servizio agli anni Trenta

La nave nel primo dopoguerra.

Impostato durante la prima guerra mondiale, nell'ottobre 1916, il Bassini, appartenente alla classe La Masa, entrò in servizio nel maggio 1918 e non ebbe modo di prendere parte ad azioni di rilievo durante tale conflitto. La nave ricevette la bandiera di combattimento nel maggio 1922, a La Spezia, insieme agli esploratori Premuda, Falco e Guglielmo Pepe.
Nel 1929 il Bassini, insieme ai gemelli Nicola Fabrizi, Giuseppe La Farina e Giacinto Carini, formava la V Squadriglia Cacciatorpediniere, che, insieme alla VI Squadriglia (cinque unità) e all'esploratore Carlo Mirabello, costituiva la 3ª Flottiglia della II Divisione Siluranti, aggregata alla 2ª Squadra, con base a Taranto. Il 1º ottobre 1929 la nave, al pari di tutte le unità similari, fu declassata a torpediniera.

### La seconda guerra mondiale

#### 1940
Il 10 giugno 1940 la Bassini faceva parte della VII Squadriglia Cacciatorpediniere di base a Brindisi, che formava insieme alle gemelle Giacomo Medici, Enrico Cosenz e Nicola Fabrizi. Comandava la nave il tenente di vascello Giovanni Barbini, che ne aveva assunto il comando il 19 novembre 1939 (e che lo lasciò dopo circa un anno). Durante il secondo conflitto mondiale la nave fu adibita a compiti di scorta sulle rotte della Grecia e dell'Albania.
Il 20 agosto 1940, con la costituzione del Comando Superiore Traffico Albania (Maritrafalba), divenuto attivo dal 5 settembre successivo (e disciolto il 12 ottobre 1940, ma ricostituito già il 21 dello stesso mese), la Bassini venne dislocata a Brindisi e assegnata, con altre unità (due anziani cacciatorpediniere, altre nove torpediniere, tre incrociatori ausiliari e la XIII Squadriglia MAS), a tale Comando, per il servizio di scorta convogli da e per l'Albania.
Il 17 settembre la torpediniera scortò da Brindisi a Durazzo la motonave postale Filippo Grimani, e più tardi nella stessa giornata, la Piero Foscari, gemella della Grimani, da Durazzo a Brindisi. Il 18 la Bassini fu di nuovo di scorta dapprima alla Foscari, da Brindisi a Durazzo, e poi alla Grimani, da Durazzo a Brindisi, e il 19 scortò la Grimani da Brindisi a Durazzo e quindi la Foscari sulla rotta opposta. Il giorno seguente la nave fu ancora di scorta prima a Foscari e poi a Grimani (la prima da Brindisi a Durazzo e la seconda da Durazzo a Brindisi), così come il 21 (prima la Grimani da Brindisi a Durazzo e poi la Foscari e un'altra motonave, la Narenta, da Durazzo a Brindisi) e il 22 settembre (dapprima la Foscari da Brindisi a Durazzo e poi la Grimani da Durazzo a Brindisi).
Il 25 settembre la Bassini scortò i piroscafi Nita, Oreste e Premuda, aventi un carico di 395 bovini, 1079 quadrupedi e 1326 tonnellate di altri rifornimenti, da Bari a Durazzo, mentre il 29 fu di scorta ancora alla Grimani da Brindisi a Durazzo e poi alla Foscari da Durazzo a Brindisi. Il 30 settembre la Bassini scortò la Foscari da Brindisi a Durazzo, dopo di che, nel corso della stessa giornata, ripartì da Durazzo per scortare la Grimani a Brindisi, ma il mare fortemente avverso obbligò le due navi a tornare nel porto albanese. Il 1º ottobre l'unità ripartì da Durazzo di scorta alla Grimani, giungendo quindi a Brindisi.

Dopo il temporaneo scioglimento di Maritrafalba, la Bassini, in seguito alla ricostituzione di tale Comando (21 ottobre 1940), venne assegnata alla Forza Navale Speciale incaricata dello sbarco e dell'occupazione dell'isola di Corfù. La Forza Navale Speciale, costituita dagli obsoleti incrociatori Bari (nave di bandiera dell'ammiraglio di squadra Vittorio Tur) e Taranto, dagli anziani cacciatorpediniere Carlo Mirabello e Augusto Riboty, dalle torpediniere Altair, Antares, Andromeda, Aretusa, Nicola Fabrizi e Giacomo Medici (oltre alla Bassini) e dalle navi cisterna/navi da sbarco Tirso, Sesia e Garigliano, avrebbe dovuto supportare lo sbarco della Divisione fanteria «Bari» e di un battaglione del Reggimento San Marco. 

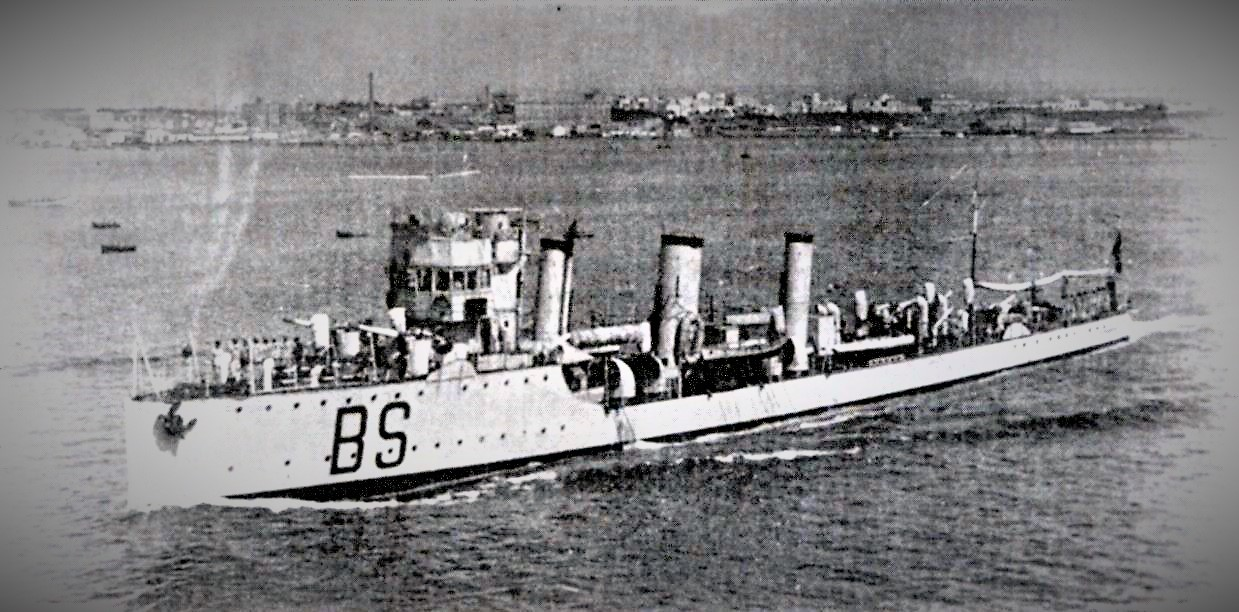
La Bassini in navigazione.

 Tale sbarco sarebbe dovuto avvenire il 28 ottobre, ma venne rinviato dapprima al 30 e poi al 31 a causa del mare mosso, quindi al 2 novembre e infine fu annullato in seguito al deludente andamento delle operazioni sul fronte greco. I mercantili che avevano imbarcato i reparti della Divisione «Bari», destinata all'Epiro in rinforzo alle truppe già là dislocate, vennero inviati a Valona.
La Bassini riprese il servizio di scorta sulle rotte dell'Albania il 22 novembre, quando, alle 6:30, lasciò Brindisi di scorta al piroscafo Rialto, adibito a traffico civile, giungendo a Valona a mezzogiorno. Il 28 novembre 1940 la nave partecipò, insieme alla torpediniera Generale Marcello Prestinari e ai cacciatorpediniere della XV Squadriglia (Antonio Pigafetta, Nicoloso da Recco ed Emanuele Pessagno, più l'Augusto Riboty), ad un bombardamento delle posizioni greche sulla costa nordorientale di Corfù: nel corso dell'azione vennero sparati oltre 1600 colpi da 120 e 102 mm.
Il 1º dicembre la torpediniera, alle 10:30, partì da Valona diretta a Brindisi, scortando i mercantili scarichi Città di Trapani (una motonave mista) e Tagliamento (un piroscafo da carico), con i quali giunse nel porto pugliese alle 19:10. Quattro giorni più tardi, il 5 dicembre, la Bassini partì da Bari insieme all'incrociatore ausiliario Francesco Morosini, scortando a Durazzo i piroscafi Firenze e Milano e la motonave Città di Marsala, che trasportavano 2674 militari e 301,5 tonnellate di rifornimenti. Il 9 dicembre, all'1.10, la torpediniera salpò da Durazzo per scortare Firenze, Milano e Città di Marsala, che rientravano vuoti a Bari, dove giunsero alle 17:30. Alle 20 del 15 dicembre la Bassini e il Morosini ripartirono da Bari scortando i piroscafi Zena e Tergestea e la motonave Città di Marsala, aventi a bordo 861 militari, 198 quadrupedi e 504 autoveicoli, a Durazzo, dove giunsero alle 13:35.
Alle 18:25 del 18 dicembre la torpediniera partì da Durazzo diretta a Bari, di scorta ai piroscafi vuoti Zena e Romagna, giungendo a destinazione alle 10:40. Il 20, alle 15, la Bassini lasciò Bari alla volta di Durazzo, dove giunse alle 6:00 di scorta ai piroscafi Carnia, Miseno, Giuseppe Dormio e Pontinia, adibiti a traffico civile. La vigilia di Natale, alle 5:30, l'unità partì da Durazzo per scortare a Bari i piroscafi scarichi Aventino e Vesta, con i quali arrivò in porto alle 20:30.
Alle 3:00 del 26 dicembre la Bassini lasciò Bari, insieme all'incrociatore ausiliario Capitano A. Cecchi, per scortare a Durazzo, dove giunsero alle 16, i piroscafi Milano e Galilea e le motonavi Verdi e Puccini, aventi a bordo 3433 militari, 157 quadrupedi e 608,5 tonnellate di rifornimenti. Il convoglio fruì anche della scorta indiretta, dalle 4:30 alle 8, dei cacciatorpediniere Folgore, Fulmine e Baleno. Il giorno seguente, alle 18:30, la torpediniera ripartì da Durazzo scortando il piroscafo Milano e le motonavi Verdi e Puccini, vuote, giungendo a Bari alle 9:45 del 28. Alle 20:00 del 29 la Bassini lasciò Bari di scorta ai piroscafi Sant'Agata e Nita, che avevano a bordo 103 uomini, 716 quadrupedi, 105 autoveicoli e 28,5 tonnellate di rifornimenti, arrivand a Durazzo alle 11:40 del 30 dicembre. Lo stesso 30 dicembre, alle 17:45, la nave ripartì da Durazzo di scorta alla motonave Donizetti e ai piroscafi Aventino e Quirinale, arrivando a Bari alle 7:40 del 31.
Tra il 1940 e il 1942 cinque unità della classe La Masa, tra cui la Bassini, vennero sottoposte a lavori di rimodernamento che comportarono l'eliminazione di uno o due pezzi da 102/45 Mod. 1917, dei due cannoni da 76/40 e di due mitragliere da 6,5/80, nonché, su alcune unità, di un complesso lanciasiluri binato da 450 mm, e l'installazione di 6 mitragliere singole da 20/65 Breda Mod. 1940, e, su alcune navi, anche di due scaricabombe di profondità. Dopo il 1940, pertanto, l'unità fu sottoposta a lavori di modifica che videro la rimozione di due cannoni da 102 mm, la sostituzione dei pezzi da 76 mm con 6 mitragliere da 20 mm e l'eliminazione di due tubi lanciasiluri da 450 mm.
M

#### 1941
Il 1º gennaio 1941, alle 2:00, la Bassini lasciò Bari insieme all'incrociatore ausiliario Barletta, per scortare a Durazzo i piroscafi Aventino e Quirinale e la motonave Città di Savona, aventi a bordo 2884 militari, 72 quadrupedi e 348 tonnellate di rifornimenti. Il convoglio giunse in porto alle 15:50. Alle 18 del 2 gennaio la torpediniera partì da Durazzo di scorta ad Aventino, Quirinale e Città di Savona, che rientravano scarichi a Bari, dove giunsero alle 10:00 del 3. Il 24 gennaio l'unità scortò da Brindisi a Durazzo i piroscafi Scarpanto e Brunner, aventi a bordo 192 tonnellate di combustibile e 397 di artiglieria, munizioni, provviste e altri rifornimenti, e la cisterna militare Prometeo, carica di nafta destinata alla Regia Marina.
Il 25 gennaio, alle 9:30, la Bassini salpò da Durazzo di scorta ai piroscafi Argentina, vuoto, e Merano, adibito al servizio postale, con i quali giunse a Brindisi alle 17:20, mentre l'indomani, alle 23, lasciò il porto pugliese di scorta ai piroscafi Lido, Luciano, Polcevera e Aprilia, che trasportavano benzina, munizioni, foraggio e altri rifornimenti a Valona, dove giunsero alle 10:30 del 27. Lo stesso 27 gennaio, alle 17:30, la Bassini lasciò Valona scortando i piroscafi Absirtea e Arpione e il piroscafo cisterna Conte di Misurata, scarichi, arrivando a Brindisi alle 8:00 del 28. Il 30 gennaio la nave, insieme alla gemella Fabrizi e all'incrociatore ausiliario Brindisi, partì da Brindisi alle 2:00 per scortare Città di Marsala e Argentina, aventi a bordo 1230 uomini, dodici automezzi e 234 tonnellate di provviste, vestiario, pezzi d'artiglieria, munizioni e altri rifornimenti, a Valona, dove giunsero alle 9:30.
Il 12 febbraio, alle 00:15, la torpediniera partì da Brindisi unitamente al rimorchiatore Portofino, per scortare a Durazzo i piroscafi Luana, Neghelli, Carmela (le tre navi trasportavano complessivamente 1309 tonnellate di munizioni, benzina e altri carburanti), Magliulo, Anna Capano e Anna Zippitelli (questi tre mercantili erano adibiti a servizio civile): il convoglio raggiunse il porto albanese alle 13. Dieci giorni più tardi, alle 6:00 del 22, la Bassini lasciò Durazzo di scorta al piroscafo postale Merano, col quale giunse a Brindisi alle 15:15. Il giorno successivo, alle 22, l'unità e l'incrociatore ausiliario Brioni partirono da Bari per scortare i piroscafi Milano e Aventino e le motonavi Rossini e Narenta, che trasportavano 2827 militari, 174 quadrupedi e 731 tonnellate di rifornimenti, a Durazzo, dove arrivarono alle 9:25 del 24 febbraio.
Il 26 febbraio, alle 3:45, la Bassini ripartì da Durazzo alla volta di Bari, dove giunse alle 15:15 del giorno stesso di scorta a Milano, Rossini e Aventino, che rientravano vuoti. Il 1º marzo Bassini e Morosini salparono da Bari alle 22:30, per scortare a Durazzo le motonavi Rossini e Città di Marsala e i piroscafi Diana, Zena e Titania, che trasportavano in tutto 1285 uomini, 1676 quadrupedi e 443 tonnellate di munizioni e altri rifornimenti: le navi giunsero a Durazzo alle 14:45 del 2 marzo.
Il 3 marzo, alle 00:30, la torpediniera lasciò Durazzo per scortare a Bari i piroscafi scarichi Mameli e Sant'Agata, con i quali giunse nel porto pugliese alle 15, per poi ripartirne alle 20 del 4 insieme al Brioni, di scorta al piroscafo Quirinale e alle motonavi Puccini, Città di Agrigento e Città di Tripoli, aventi a bordo 3126 uomini, 2,5 tonnellate di foraggio e 554 di altri rifornimenti. Il convoglio arrivò a Durazzo a mezzogiorno del 5 marzo. Il 6 marzo, alle 10:30, la Bassini partì da Durazzo di scorta al piroscafo Quirinale e alle motonavi Città di Tripoli e Puccini (le prime due trasportavano 316 feriti, la terza era scarica), arrivando a Bari alle 22:45. Alle 4:00 del 9 marzo Bassini e Brioni salparono da Bari per scortare a Durazzo, dove giunsero alle 17:30, il piroscafo Quirinale e le motonavi Città di Tripoli, Riv e Puccini, aventi a bordo complessivamente 2252 militari, 145 autoveicoli e 1432 tonnellate di rifornimenti.

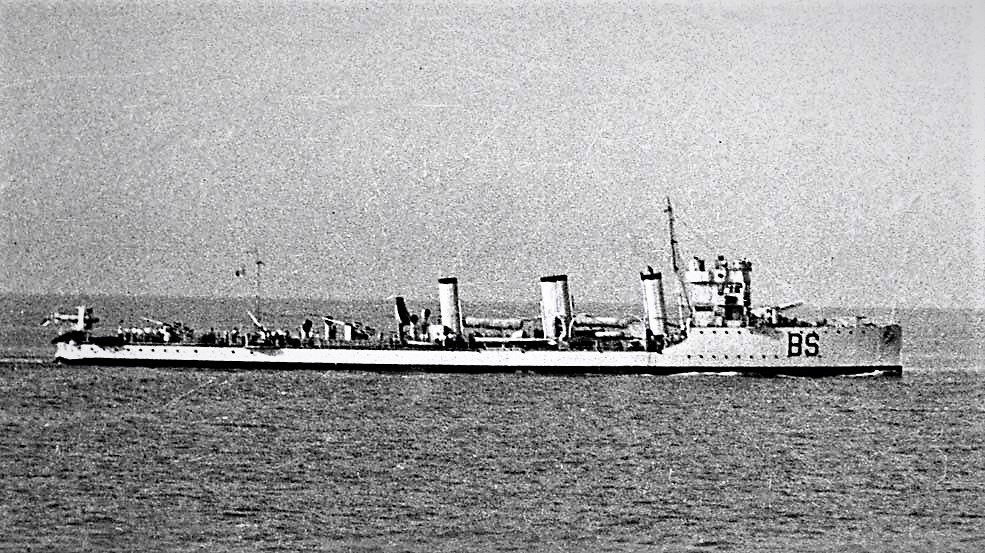
La torpediniera al traverso, fotografata il 2 agosto 1941.

L'11 marzo, alle 4:00, la nave ripartì da Durazzo scortando Città di Tripoli (con 207 feriti a bordo), Quirinale e Puccini (vuote) di ritorno a Bari, dove arrivarono a mezzogiorno. All'1.40 del 14 marzo 1941 la Bassini salpò da Bari insieme al Capitano Cecchi, di scorta ai piroscafi Aventino, Quirinale e Milano e alle motonavi Rossini e Filippo Grimani, che trasportavano il primo scaglione della Divisione Fanteria «Casale», costituito da 3749 militari, 123 quadrupedi, 1351 tonnellate di provviste e 605 di altri rifornimenti.
Il 15 marzo, a mezzogiorno, l'unità partì da Durazzo di scorta al piroscafo Aventino, con a bordo 228 feriti, e alle motonavi Birmania, Narenta e Rossini, scariche, arrivando a Bari all'1:30 del giorno seguente. Il 18 Bassini e Brioni partirono da Bari a mezzanotte, scortando a Durazzo, dove giunsero a mezzogiorno, Quirinale, Rossini, Puccini e Aventino, con a bordo in tutto 3703 militari, 98 quadrupedi e 537 tonnellate di rifornimenti, e il giorno seguente, alle 17, la torpediniera ripartì dal porto albanese di scorta a Quirinale (con 384 feriti lievi), Grimani, Aventino e Puccini, vuote, che arrivarono a Bari alle 7:00 del 20. Lo stesso 20 marzo la Bassini scortò, insieme al Capitano Cecchi, i piroscafi Sant'Agata e Aventino e le motonavi Rossini e Puccini, cariche di 2808 uomini, 833 quadrupedi e 458 tonnellate di rifornimenti, da Bari a Durazzo.
Il 22 marzo, alle 9:30, la nave lasciò Durazzo di scorta al piroscafo Istria e alle motonavi Rossini e Puccini, scariche, raggiungendo Bari alle 20:30, mentre il 23, alle 20:00, ripartì da Bari unitamente all'incrociatore ausiliario Brindisi e scortò le motonavi Puccini, Donizetti, Barbarigo e Città di Tripoli (con a bordo complessivamente 2390 militari, 158 autoveicoli e 1270 tonnellate di rifornimenti) a Durazzo, dove arrivarono alle 8:35 del 24. La Bassini lasciò poi Durazzo alle 19:15 del 24 marzo, di scorta alle motonavi Città di Tripoli (con 162 feriti leggeri a bordo) e Narenta e ai piroscafi Milano e Monstella, scarichi, arrivando a Bari alle 8:30 del 25. Il 26 marzo, alle 18, la torpediniera salpò da Bari di scorta ai piroscafi Istria, Zena, Sagitta e Marco, i primi tre carichi di 600 quadrupedi, 28 autoveicoli, 66 militari e 5938 tonnellate di rifornimenti, il quarto adibito a servizio civile. Le navi arrivarono a Durazzo alle 8:50 del 27.
Il 28 marzo, alle 7:00, la Bassini ripartì da Durazzo diretta a Bari, di scorta alle motonavi Città di Alessandria e Città di Marsala, con 250 feriti a bordo: il convoglio giunse in porto alle 20. Alle 20 del 29 marzo la nave salpò da Bari insieme al Capitano Cecchi, scortando a Durazzo, dove giunsero alle 8:45 dell'indomani, Quirinale, Rossini, Aventino e Puccini, con a bordo 3408 militari, 65 quadrupedi e 371 tonnellate di rifornimenti. Il 31 marzo, alle 6:30, la torpediniera partì da Durazzo diretta a Bari, dove giunse alle 19, di scorta a Quirinale (avente a bordo 286 feriti lievi) e Puccini (scarica).
Il 21 settembre Bassini e Brindisi scortarono da Bari a Durazzo, via Cattaro, i piroscafi Italia, Aventino e Rosandra, aventi a bordo personale, automezzi e materiale del Regio Esercito. Tre giorni dopo le due unità furono di nuovo di scorta ad Italia, Rosandra e Aventino, che rientravano da Durazzo a Bari con 3500 militari rimpatrianti, mentre il 25 settembre la sola Bassini scortò da Brindisi a Patrasso i piroscafi Tagliamento e Fanny Brunner. Il 29 del mese la torpediniera fu di scorta alla nave cisterna Utilitas in navigazione da Patrasso a Brindisi. Il 22 ottobre la Bassini e l'incrociatore ausiliario Attilio Deffenu scortarono i piroscafi Francesco Crispi e Piemonte e la motonave Viminale, con truppe e rifornimenti, da Bari a Patrasso. Il 31 ottobre la torpediniera fu di scorta alla motonave Città di Marsala e al piroscafo Volodda, con militari che rimpatriavano, da Patrasso a Brindisi.

#### 1942
Il 7 gennaio 1942 la Bassini e il Brioni scortarono da Durazzo a Bari Aventino, Rosandra e Quirinale, carichi di militari che rimpatriavano. Il 19 gennaio la torpediniera, insieme all'incrociatore ausiliario Città di Napoli, scortò il piroscafo Città di Catania, con truppe e rifornimenti, da Bari a Durazzo, e più tardi nella stessa giornata la sola Bassini scortò da Bari a Durazzo la nave cisterna Cassala. Il 22 gennaio la nave, insieme al Città di Napoli, scortò di nuovo il Città di Catania da Bari a Durazzo, e due giorni dopo Bassini e Città di Napoli furono di scorta allo stesso mercantile di ritorno da Durazzo a Bari.
L'11 febbraio la torpediniera fu di scorta, insieme al Brindisi, ai piroscafi Crispi, Milano e Piemonte in navigazione da Bari a Patrasso, via Corfù, con truppe e materiali, mentre il 13, unitamente al Brindisi e al cacciatorpediniere Turbine, scortò i tre stessi mercantili, carichi di truppe e rifornimenti, da Corfù a Patrasso. Il 14 febbraio la Bassini scortò da Patrasso a Corfù, insieme all'incrociatore ausiliario Egitto, il piroscafo tedesco Bellona e la nave cisterna rumena Balkan, mentre il giorno seguente Bassini e Egitto furono di scorta ai due stessi mercantili da Corfù a Brindisi. Il 25 febbraio Bassini e Brindisi scortarono da Brindisi a Corfù i piroscafi Pozzuoli e Abbazia (quest'ultimo proveniente da Valona) con un carico di grano e altri materiali.
Il 4 marzo Bassini e Brindisi scortarono da Corfù a Patrasso Pozzuoli e Abbazia, mentre il 15 la torpediniera, unitamente al Città di Napoli, scortò da Brindisi a Patrasso la nave cisterna Celeno e il piroscafo Polcevera.

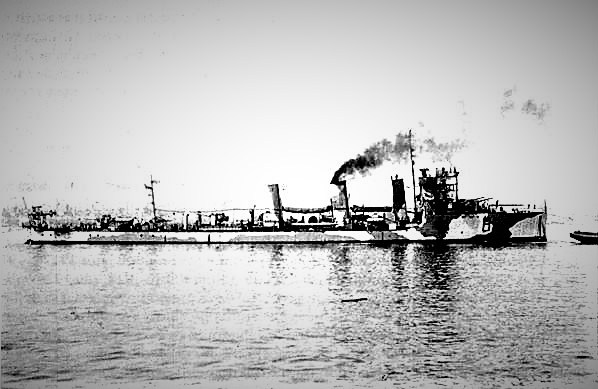
La Bassini con colorazione mimetica

Alle 13 del 28 marzo 1942 la Bassini salpò da Patrasso di scorta, insieme all'incrociatore ausiliario Città di Napoli, al cacciatorpediniere Sebenico e alle torpediniere San Martino, Mosto e Castelfidardo, ad un convoglio composto dai trasporti truppe Galilea, Francesco Crispi, Italia, Viminale, Aventino e Piemonte, diretti a Bari via Brindisi. Piemonte, Crispi, Galilea e Viminale trasportavano reparti della Divisione alpina Julia che rimpatriava dalla Grecia, mentre sull'Italia e sull'Aventino erano imbarcati uomini dei presidi del Dodecaneso che rientravano in licenza. In totale i sei piroscafi trasportavano 8300 uomini. Dopo essere uscito, come normalmente, dal passo di Capo Dukato, il convoglio si dispose in doppia colonna, con il Città di Napoli (caposcorta e capo convoglio) in testa, la Bassini in coda, Mosto e Sebenico sulla dritta e San Martino e Castelfidardo sulla sinistra (tutte le navi della scorta procedevano a zig zag). La colonna di dritta era composta, nell'ordine, da Galilea, Crispi e Italia, quella di sinistra da Viminale, Piemonte e Aventino. Alle 22:45 di quel giorno il sommergibile britannico Proteus silurò il Galilea, 9 miglia a sudovest di Antipaxo. Mentre il Galilea, colpito da un siluro a prua sinistra, sbandava sul lato sinistro e rallentava (s'immobilizzò dopo una decina di minuti), le unità di scorta accostarono dal lato esterno della formazione. Come ordinato prima della partenza, il resto del convoglio proseguì, giungendo a Bari il giorno seguente, e lasciando solo la Mosto a soccorrere la nave colpita. Dopo una lunga agonia, il Galilea s'inabissò alle 3:50 del 29 marzo in posizione 4°93' N e 20°05' E: nel disastro persero la vita 995 (o 991) uomini, mentre solo 284 poterono essere salvati.
Il 3 aprile la Bassini scortò da Valona a Bari la nave cisterna Dora C., mentre il 7 lasciò Bari diretta a Durazzo, insieme al Brioni, al cacciatorpediniere Euro e alla torpediniera Medici, per scortare a Durazzo i piroscafi Aventino, Italia, Titania e Ogaden. La Bassini, tuttavia, entrò in collisione con l'Aventino, e le due navi dovettero fare ritorno a Bari.
Il 2 ottobre 1942 la torpediniera scortò da Patrasso a Navarino, insieme al vecchio cacciatorpediniere Riboty, la nave cisterna Devoli, e due giorni dopo fu di scorta, sempre insieme al Riboty, alla motonave Calino in navigazione da Patrasso a Bari. Il 5 ottobre la sola Bassini scortò da Patrasso a Brindisi i piroscafi Chisone e H. Harp (quest'ultimo tedesco). L'8 ottobre 1942, alle 17:15, la Bassini lasciò Brindisi al comando del tenente di vascello Vaccarezza per scortare a Navarino il trasporto militare Enrichetta, carico di carburante in fusti e altri rifornimenti per le basi greche della Regia Marina. Alle 9:40 del 10 ottobre l'Enrichetta, con foschia, piovaschi, vento di burrasca e mare agitato, accostò per 158°, mentre la torpediniera procedeva zigzagando di prua, alternandosi da un lato all'altro del piroscafo. Alle 13:30 dello stesso giorno, al largo dell'isola di Proti, la Bassini, che si trovava sulla dritta dell'Enrichetta (il convoglio procedeva a sette nodi di velocità con rotta 158°, e la Bassini zigzagava circa 1000 metri a proravia del piroscafo), perse di vista il trasporto a causa di un forte piovasco con tuoni e fulmini e concomitante vento da nord/nordest, che ridusse la visibilità a 300 metri e che persistette sino alle 14:10. Iniziato il piovasco, la Bassini smise di zigzagare e assunse rotta 158°, e, a causa delle intense e vicine perturbazioni elettriche, il comandante Vaccarezza fece sospendere temporaneamente l'ascolto alla radio. Alle 14:10, con il graduale scemare del piovasco, la torpediniera non era più in vista dell'Enrichetta, quindi, ripresa la navigazione a zig zag in conseguenza dell'aumentata visibilità, cercò di avvicinarsi alla posizione in cui si presumeva che il trasporto si sarebbe dovuto trovare. Alle 14:20 la Bassini, che si trovava a cinque miglia per 326° da Proti, non riusciva a vedere l'Enrichetta nonostante una visibilità di due miglia in crescita, pertanto, alle 14:25, invertì la rotta e incrementò la velocità a 18 nodi. Alle 14:50 la torpediniera avvistò, a 1,5 miglia sulla dritta, diverse boe, quindi manovrò per avvicinarsi, iniziando poi a distinguere numerosi fusti e rottami ai quali erano aggrappati parecchi naufraghi: in un'area di mille metri di diametro erano sparsi rottami, diverse centinaia di fusti di benzina, una mezza dozzina di boe e circa cinquanta torpedini da blocco. Alle 15:30 vennero calate la iole e due battellini, per soccorrere i superstiti, i primi dei quali giunsero a bordo dopo mezz'ora (l'opera di salvataggio era complicata dal mare agitato). I naufraghi riferirono che l’Enrichetta era stato centrato sul lato sinistro da tre siluri lanciati da un sommergibile britannico, il P 43, ed era affondato in mezzo minuto dopo l'esplosione dei fusti di benzina, in posizione 37°11' N e 21°26' E. Il recupero dei superstiti (che vennero rifocillati e rivestiti dall'equipaggio della torpediniera con ciò di cui si disponeva a bordo), durante il quale due caccia Macchi sorvolarono la zona, ebbe fine alle 17:30, dopo di che, dopo aver inutilmente cercato di riferire a Marimorea del salvataggio dei naufraghi (la trasmissione dei messaggi era vanificata dal maltempo), la Bassini, alle 17:45, issò a bordo le proprie imbarcazioni e ispezionò l'area per accertarsi di aver salvato tutti i sopravvissuti. Alle 17:54 la nave mise le macchine avanti tutta e diresse su Navarino, dove diede fondo alle 19:10, dopo aver incontrato due motovedette e un rimorchiatore partiti da Navarino e diretti sul punto dell'affondamento. Dei 151 uomini a bordo dell'Enrichetta, 61 scomparvero in mare, mentre 78, tra cui 18 feriti, vennero recuperati dalla Bassini. Due di questi ultimi spirarono prima dell'arrivo in porto, portando così il numero delle vittime a 63.
Il 21 ottobre la torpediniera scortò da Prevesa a Valona e poi a Brindisi il piroscafo Cesco e la nave cisterna Devoli, e cinque giorni più tardi scortò da Bari a Valona il Cesco. Il 29 ottobre la Bassini scortò da Brindisi a Patrasso il trasporto militare Pluto e il piroscafo mercantile Volodda.
Il 6 novembre la Bassini lasciò Taranto insieme alle torpediniere Castore e Antonio Mosto, per scortare la nave cisterna Giorgio a Suda. Bassini e Mosto, tuttavia, si fermarono a Patrasso, dopo di che la Giorgio proseguì con la scorta della sola Castore. Il 15 novembre la nave scortò da Patrasso a Valona la nave cisterna Berbera, che procedeva a rimorchio del rimorchiatore Teseo. Dieci giorni più tardi la Bassini scortò da Corfù a Taranto la moderna motonave da carico Valfiorita.

#### 1943
Il 7 gennaio 1943 la Bassini, unitamente all'incrociatore ausiliario Città di Genova, scortò da Bari a Durazzo il piroscafo Milano, con truppe e rifornimenti, e quattro giorni dopo la torpediniera e l'incrociatore ausiliario scortarono da Durazzo a Bari il piroscafo Rosandra, che trasportava truppe rimpatrianti. L'11 febbraio, alle 18, la nave lasciò Bari insieme ad un convoglio, giungendo a Corfù alle 10:00 dell'indomani e ripartendone alle 22 dello stesso giorno, arrivando a Patrasso alle 15 del 12 febbraio.
Nel febbraio 1943 la torpediniera, al pari di molte altre siluranti e navi scorta italiane e tedesche, venne utilizzata per il trasporto veloce di truppe e rifornimenti in Tunisia. Il 12 marzo la Bassini, insieme all'incrociatore ausiliario Lazzaro Mocenigo e alla torpediniera Giuseppe Missori, scortò da Bari a Durazzo i piroscafi Milano e Quirinale.
Alla mezzanotte del 23 aprile la torpediniera salpò da Messina per scortare a Tunisi, unitamente alle moderne corvette Gabbiano ed Euterpe e alla torpediniera Climene, il piroscafo Galiola, proveniente da Reggio Calabria e carico di munizioni. Alle 6:05 (ora italiana; 4:50 ora inglese) del 24 aprile il sommergibile britannico Sahib silurò il Galiola tra Vulcano e la costa settentrionale siciliana, lungo la quale il convoglio stava precedendo, e il piroscafo saltò in aria, inabissandosi in tre minuti spezzato in due, cinque miglia a nordovest di Milazzo. Mentre le torpediniere provvedevano a salvare i superstiti, il Sahib era giunto quasi ad affiorare e fu perciò avvistato da un bombardiere tedesco Junkers Ju 88, che gli lanciò una bomba senza tuttavia colpirlo: la Climene quasi subito rilevò l'unità nemica con l'ecogoniometro passò quindi al contrattacco, seguita dalle due corvette, con il lancio di complessivamente 30 bombe di profondità. Gravemente danneggiato dagli scoppi e con falle a bordo alle 5:45 (ora inglese), il Sahib dovette emergere, venendo mitragliato dallo Ju 88 e dalle unità della scorta. L'intero equipaggio dell'unità inglese, composto da 48 uomini, abbandonò quindi il sommergibile, dopo aver avviato le manovre di autoaffondamento. Centrato anche dal tiro d'artiglieria della Climene, il Sahib s'inabissò di poppa poco dopo, in posizione 38°30' N e 15°15' E (a due miglia da Capo Milazzo). Tutto l'equipaggio dell'unità inglese venne salvato dalle unità italiane, ma un marinaio morì successivamente per le ferite.
Il 28 maggio 1943 la Bassini era ormeggiata a Livorno quando la città fu devastata da un pesante bombardamento aereo da parte di 92 velivoli dell'USAAF, che provocò 294 vittime tra la popolazione civile e ingenti danni alla città e al porto. Tra le numerose unità mercantili e militari affondate nel bombardamento vi fu anche la Bassini: la torpediniera, centrata da una bomba e devastata dal suo scoppio, si capovolse e affondò nel porto della città toscana.
Il relitto della Bassini, radiata il 18 ottobre 1946, venne recuperato nel 1946 e demolito.